# Course en ligne féminine aux championnats du monde de cyclisme sur route 1959
Navigation
1958 1960
La course en ligne féminine aux championnats du monde de cyclisme sur route 1959 a lieu le 15 août 1959 à Liège en Belgique. Cette édition est remportée par la Belge Yvonne Reynders.

## Classement
|                                    | Coureuse         | Pays               |    | Temps           |
| ---------------------------------- | ---------------- | ------------------ | -- | --------------- |
| Médaille d'or, Coupe du Monde      | Yvonne Reynders  | Belgique           | en | 1 h 53 min 32 s |
| Médaille d'argent, Coupe du Monde  | Aino Puronen     | Union soviétique   | +  |                 |
| Médaille de bronze, Coupe du Monde | Vera Gorbatcheva | Union soviétique   |    |                 |
| 4                                  | Renée Vissac     | France             |    |                 |
| 5                                  | Beryl Burton     | Royaume-Uni        |    |                 |
| 6                                  | Maria Loukchina  | Union soviétique   |    |                 |
| 7                                  | Millie Robinson  | Royaume-Uni        |    |                 |
| 8                                  | Sheila Holmes    | Royaume-Uni        |    |                 |
| 9                                  | Elfriede Vey     | Allemagne de l'Est |    |                 |
| 10                                 | Rosa Sels        | Belgique           |    |                 |
| 11                                 | N. Spitshyna     | Union soviétique   |    |                 |
| 12                                 | Nicole Steurs    | Belgique           |    |                 |
| 13                                 | Molly Swann      | Royaume-Uni        |    |                 |